# برايان كيلي
برايان كيلي (بالإنجليزية: Brian Kelly)‏ (و. 1931 – 2005 م) هو ممثل، وضابط، ومنتج أفلام، وممثل تلفزيوني، من الولايات المتحدة الأمريكية، ولد في ديترويت، ميشيغان، توفي عن عمر يناهز 74 عاماً.

## التعليم
تعلم في جامعة ميشيغان، وكلية القانون في جامعة ميشيغان، ونوتردام.

## الخدمة العسكرية
خدم في قوات مشاة بحرية الولايات المتحدة.

## وصلات خارجية
- برايان كيلي على موقع IMDb (الإنجليزية)
- برايان كيلي على موقع ألو سيني (الفرنسية)
- برايان كيلي على موقع تيرنر كلاسيك موفيز (الإنجليزية)
- برايان كيلي على موقع أول موفي (الإنجليزية)
- برايان كيلي على موقع قاعدة بيانات الأفلام السويدية (السويدية)
- برايان كيلي على موقع قاعدة بيانات الفيلم (الإنجليزية)